# Ceraarachne varia
Ceraarachne varia là một loài nhện trong họ Thomisidae.
Loài này thuộc chi Ceraarachne. Ceraarachne varia được Eugen von Keyserling miêu tả năm 1880.